# Saab Sonett

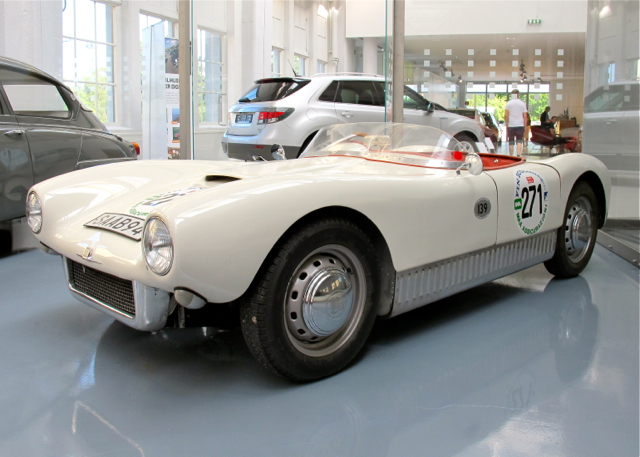
Saab 94 Sonett på Saab bilmuseum i Trollhättan

Saab Sonett, en serie av sportvagnar tillverkad av Saab.
Saab Sonett presenterades 1956 och utvecklades i flera versioner. Den delade teknik med samtida Saab-modeller. Den kallades till en början Saab 94. Sonett II och III gick båda även under namnet Saab 97. På 1950-talet föreslog Rolf Mellde att Saab skulle tillverka ett litet antal tvåsitsiga sportvagnar då racingregleringar gjorde deltaganden med de vanliga bilarna omöjligt, Saab fick inte trimma dessa modeller så mycket som de behövde. Rolf Mellde designade själv bilen och tillverkade modellen i Väne-Åsaka utanför Trollhättan.

## Sonett I
16 mars 1956 visades Saab Sonett Super Sport (Saab 94, senare Sonett I) på Stockholms bilsalong. Endast sex exemplar tillverkades. Saabs motoringenjör och tävlingsförare Rolf Mellde började på egen hand skissa på projektet hösten 1955 med avsikt att ta fram en liten lätt tävlingsvagn. Chassit tillverkades av nitade lättmetallprofiler och karossen göts i glasfiberarmerad plast. Hjulupphängningar och drivlina hämtades från Saab 93. Till gagn för viktfördelningen vändes hela drivpaketet "bak och fram", så att växellådan och slutväxeln hamnade framför motorn. För att undvika problemen med tre backväxlar och en enda framåtväxel vände man helt sonika på motorns rotationsriktning, så att vevaxeln gick i motsatt riktning jämfört med standardmotorn. Detta låter sig göras ganska enkelt på en tvåtaktsmotor. De två första vagnarna fick växellådor från 93:an, medan de övriga försågs med fyrväxlade provlådor till den kommande 95:an. Endast sex provvagnar tillverkades. Efter en regeländring inför 1958 års säsong beslutade sig Saab att man skulle tävla med lättade standardbilar och därför lade man ner projekt 94.

### Tekniska data

#### Motor
- Rak trecylindrig tvåtaktsmotor
- Slagvolym: 748 cm3
- Borrning x slag: 66 x 73 mm
- Effekt: 57,5 hk vid 4 000 r/min

#### Kraftöverföring
- Längsställd motor fram, framhjulsdrift
- 3-växlad manuell växellåda, med osynkroniserad 1:a, frihjul, rattspak (bil 1 och 2)
- 4-växlad helsynkroniserad manuell växellåda, med frihjul, växelspaken monterad på instrumentbrädan till höger om ratten (bil 3 - 6)

#### Mått och vikt
- Höjd: 74 cm exklusive vindruta
- Hjulbas: 220 cm
- Tjänstevikt: 500 kg

## Sonett II och Sonett V4

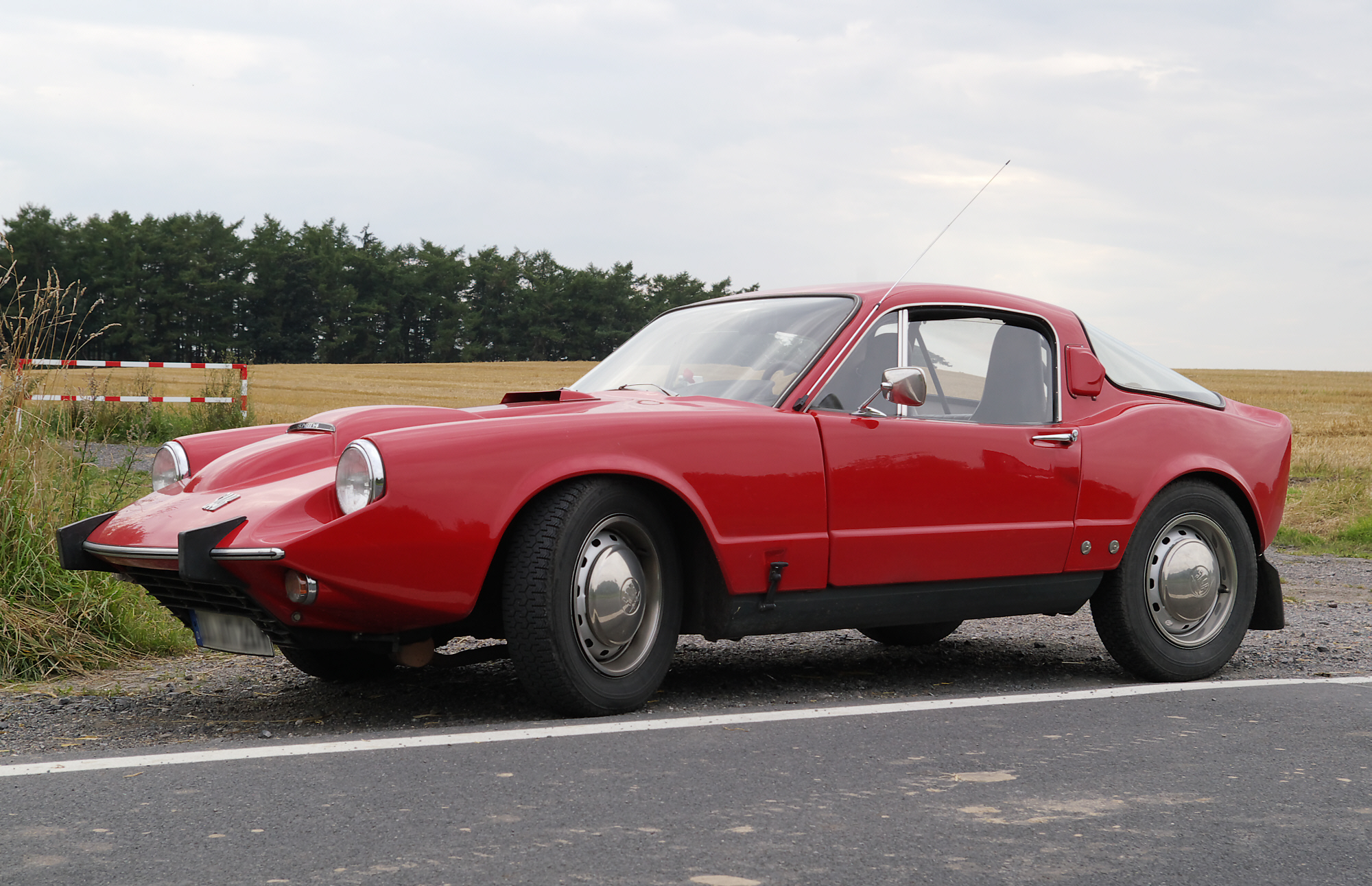
Saab Sonett V4

Under 1960-talet föreslog Björn Karlström att Saab skulle utveckla en ny tvåsitsig sportbil med en tvåtaktsmotor, nu en coupé istället för en cabriolet. Två prototyper utvecklades, Saab MFI-13 av flygplanskonstruktören Björn Andreasson vid Malmö flygindustri och Saab Catherina av Sixten Sason. MFI-13 valdes för serieproduktionen. 1966 började tillverkningen av MFI-13, med vissa modifikationer, vid ASJ i Arlöv under namnet Saab 97. Under 1966 kom bara 28 bilar att tillverkas och ytterligare 230 under 1967. I samband med att Saab införde V4-motorer i sina fordon på licenstillverkning från västtyska Ford kom även Sonett att tillverkas med V4-motorn. Motorhuven designades om för att få plats med motorn. Totalt tillverkades Sonett II inklusive V4-versionen i 1 868 exemplar.

### Tekniska data

#### Motor (1966-67)
- Rak trecylindrig tvåtaktsmotor
- Slagvolym: 841 cm3
- Borrning x slag: 70x73 mm
- Effekt: 60 hk vid 4 250 r/min

#### Motor (1967-69)
- Fyrcylindrig V-motor med toppventiler
- Slagvolym: 1498 cm3
- Borrning x slag: 90x58,86 mm
- Effekt: 65 hk

#### Kraftöverföring
- Längsställd motor fram, framhjulsdrift
- 4-växlad helsynkroniserad manuell växellåda, med frihjul, rattspak.

#### Mått och vikt
- Längd: 379 cm
- Bredd: 145 cm
- Höjd: 117 cm
- Hjulbas: 216 cm
- Tjänstevikt: 660 kg

### Årsmodeller
- 1966: den nya Sonetten presenterades i januari 1966. Bilen hade ett ovalt luftintag med nät i fronten; blinkers ovanpå framskärmarna; kromade huvlås; instrumentpanel i valnötsfanér med instrument från Saab Sport. Tändningslåset var placerat till vänster om ratten. 28 st tillverkades under modellåret.
- 1967: Rektangulärt luftintag med horisontella ribbor; blinkers/parkeringsljus på vardera sidan av luftintaget; plåtprofil över ventilationsluftsintaget framför vindrutan; ventilationsutsläpp på b-stolpen; huvlås av gummi. I slutet av modellåret infördes V4-motorn. Tillverkningen uppgick till 230 st tvåtaktare och 69 st V4:or.
- 1968: "Sonett V4"-emblem på huvbulan; två små gummihorn i fronten fick utgöra stötfångare; svartlackerad instrumentpanel med handskfack; bredare fälgar. 899 st tillverkades under modellåret.
- 1969: Ny ratt; nya stolar; handskfackslucka. 639 st tillverkades under modellåret.

## Sonett III

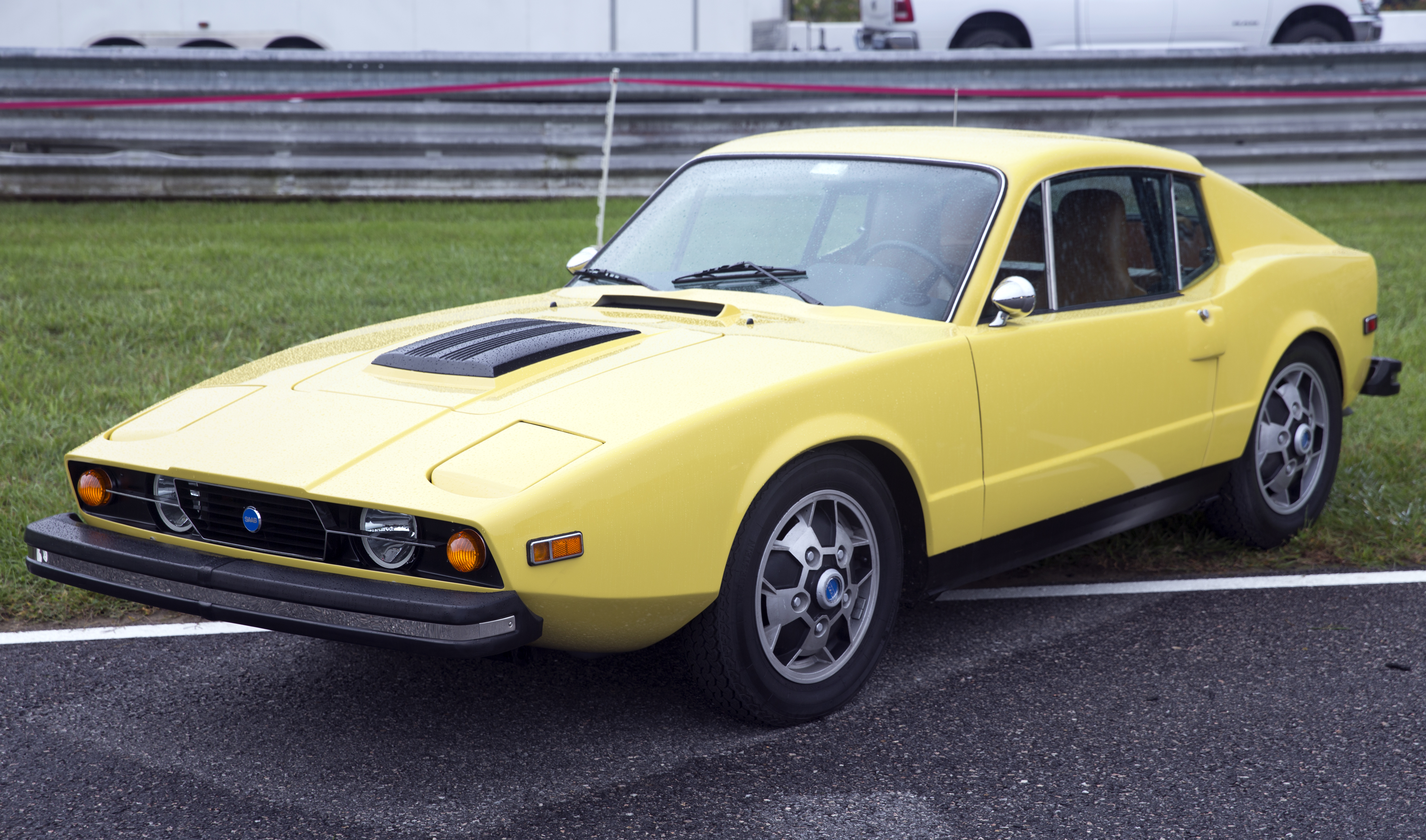
Saab Sonett III

År 1970 ändrades bilen så mycket att den fick namnet Sonett III. Karossen modifierades kraftigt med ny front och akter. Endast mittpartiet lämnades tämligen orört. Flip-fronten typ Triumph Spitfire slopades. I dess ställe kom en kilformad front med en liten motorlucka och "pop up"-strålkastare. Baktill gjordes bagagerummet mer användarvänligt med öppningsbar bakruta. Invändigt kom ny instrumentpanel med instrument från Saab 99 och nu också golvmonterad växelspak. SAAB Sonett tillverkades av ASJ-verkstäderna i Arlöv utanför Malmö. Produktionen lades ner 1974 då de amerikanska myndigheterna införde striktare utsläppsregler för personbilar. Totalt tillverkades 10 236 Saab 97, det vill säga Sonett II och III.

### Tekniska data

#### Motor
- Fyrcylindrig V-motor m toppventiler
- Slagvolym: 1498 cm3 (1970), 1698 cm3 (1970-74)
- Borrning x slag: 90x58,86 mm
- Effekt: 68 hk vid 4 700 r/min

#### Kraftöverföring
- Längsställd motor fram, framhjulsdrift
- 4-växlad helsynkroniserad manuell växellåda, med frihjul, golvspak.

#### Mått och vikt
- Längd: 3900 mm (1970-1972) 4060 mm (1972-1974)
- Bredd: 1500 mm
- Höjd: 1190 mm
- Hjulbas: 2149 mm
- Tjänstevikt: 880-930 kg

#### Prestanda och pris
- Acc 0-100 km/h: 14,0 sek
- Acc 70-110 km/h: 12,0 sek (På fjärde växeln)
- Toppfart: 165 km/h (vid 5670 rpm)
- Bränsleförbrukning vid en konstant fart av 110 km/h: 0,70 L/mil
- Pris: 28 500 kr ( I Sverige dec 1971). Bilen såldes i Sverige i mån av tillgång.[1]

#### Årsmodeller
- 1970: Sonett III presenterades på bilsalongen i New York våren 1970-04-04. 303 st tillverkades under modellåret.
- 1971: USA-motorn på 1,7 liter men oförändrad effekt införs; ny grill; nya fälgar; svartlackerad akterspegel. 1 265 st tillverkades under modellåret.
- 1972: Inga förändringar på 72:orna. Jämnt 2 000 st tillverkades under modellåret.
- 1973: Nya, stötupptagande stötfångare av 99-typ; prylfack vid växelspaken. 2 300 st tillverkades under modellåret.
- 1974: "Saab"-stripe vid trösklarna; strålkastartorkare. 2 500 st tillverkades under modellåret.Tillverkningen upphörde 1974-10-18.

## Sonett IV
Under produktionen av Sonett III gjordes förslag på en fortsättning men en Sonett IV realiserades aldrig. SAAB utförde under denna period prov med en frontspoiler och ASJ, fabriken i Arlöv, hade ett eget förslag för att göra Sonett III mer attraktiv genom att flytta bensintanken och på så vis få plats med ett minimalt baksäte. Projekt X-30 även kallad ST skulle ha blivit den nya Sonett IV om den hade förverkligats. Tanken var att en utländsk bildesigner skulle anlitas och att Saab 99:s motor skulle användas. Även Björn Andersson ritade en efterföljare till Sonett III i 2+2-utförande med framhjulsdrift och 99:ans 2-litersmotor med växellådan vänd framåt på samma sätt som Sonett I.